# محمد بروجردی
محمد پدر دره گرگی (۱ فروردین ۱۳۳۳ – ۱ خرداد ۱۳۶۲) مشهور به محمد بروجردی، نظامی ایرانی بود که در سال‌های نخست جنگ ایران و عراق، از فرماندهان ارشد سپاه پاسداران انقلاب اسلامی محسوب می‌شد. وی به همراه محسن رضایی، مسئولیت حفاظت از سید روح‌الله خمینی را در زمان بازگشت به ایران در ۱۲ بهمن ۱۳۵۷ برعهده داشت. بروجردی در خلال جنگ ایران و عراق در سال ۱۳۶۲ بر اثر برخورد خودرو حامل وی با مین، در جاده مهاباد به نقده درگذشت.

## اوایل زندگی
محمد پدر دره گرگی در ۱ فروردین ۱۳۳۳ در روستای دره گرگ از توابع بروجرد در خانواده‌ای کشاورز، زاده شد. او دو برادر و دو خواهر داشت. وی ۶–۵ ساله بود که پدرش درگذشت. اندکی پس از مرگ پدر، مادرش تصمیم گرفت به همراه خانواده نزد خواهر خود به تهران برود تا امکان کارکردن برای پسرها مهیاتر باشد. پسر بزرگ خانواده مشغول کار در مغازه تشک‌دوزی شد. محمد نیز ترک‌تحصیل کرد و برای تأمین مایحتاج خانه به کمک برادرش رفت. او برای سال‌های جا مانده از تحصیل در مدرسه شبانه ثبت‌نام کرد. بروجردی روزها مشغول کارگری بود و غروب هم سر کلاس حاضر می‌شد.
بروجردی در نوجوانی در کلاس‌های درس احمد مجتهدی تهرانی شرکت می‌کرد. او در ۱۷ سالگی با دختر خاله‌اش فاطمه بی‌غم ازدواج کرد. بروجردی خانه‌ای در خیابان مولوی اجاره کرد و از آنجا که میانه‌اش با حکومت پهلوی خوب نبود، تمایلی به حضور در سربازی نشان نمی‌داد. او دوره آموزشی را باید در پادگان مشهد می‌گذراند. تا اینکه روزی برای دیدن خانواده و همسرش به تهران آمد و گفت که دیگر نمی‌خواهد برگردد. بروجردی پس از چند روز مرخصی تصمیم گرفت به خدمت بازگردد اما به قصد دیدن سید روح‌الله خمینی در سوسنگرد یا هویزه هنگام عبور از مرز دستگیر شد. او شش ماه در زندان بود و پس از آزادی خدمت سربازی خود را به پایان رساند.
بروجردی پس از گذراندن سربازی، کار تشک‌دوزی را ادامه داد. تشک‌دوزی پوششی بر فعالیت‌های انقلابی‌اش بود؛ بروجردی اعلامیه‌ها را در تشک‌ها و بالش‌ها می‌گذاشت و به جاهای مختلف می‌فرستاد. همسرش می‌گفت: «توزیع و تکثیر اعلامیه و نوارها در خانه پدرم انجام می‌شد. زیرزمین خانه‌مان پر بود از اسلحه که مادرم پنهان می‌کرد. کسی از خانواده من مخالف کارهای محمد نبود و حتی یاری‌اش هم می‌کردند. مدتی برای آموزش نظامی به سوریه رفت. آن زمان باردار بودم. ۲ روز بعد از اینکه به ایران برگشت پسرم حسین به دنیا آمد؛ سال ۵۶ بود». دخترش سمیه که پزشک است، هنگام کشته شدن پدرش سه سال داشت.

## پیش از انقلابِ ۱۳۵۷
بروجردی در سال‌های پیش از وقوع انقلاب، در تهران با برخی مبارزان علیه حکومت پادشاهی ایران مانند مهدی عراقی آشنا شد. این آشنایی سبب شد که او به سوریه سفر کند و پس از برقراری ارتباط با امام موسی صدر و محمد منتظری، اقدام به فراگیری مهارت‌های نظامی و چریکی برای انجام عملیات‌های چریکی در ایران در اردوگاه‌های جنبش امل نماید. وی سپس به لبنان رفت و در آنجا با مصطفی چمران آشنا شد. بروجردی تا پیش از وقوع انقلاب در سال ۱۳۵۷ در چندین عملیات مسلحانه علیه حکومت پادشاهی ایران حضور داشت و در بهمن ۱۳۵۷ به پیشنهاد مهدی عراقی، از سوی سید محمد بهشتی، به همراه محسن رضایی، مسئولیت تیم حفاظت از سید روح‌الله خمینی در زمان بازگشت به ایران را برعهده داشت.
فعالیت‌هایی که بروجردی در دوران پیش از وقوع انقلاب ۱۳۵۷ در آنها حضور داشت:
- خلع سلاح قرارگاه شهربانی تهران
- عملیات مسلحانه در ۱۵ خرداد ۱۳۵۷
- انفجار در نیروگاه برق کاخ جوانان، در منطقه شوش، تهران
- خلع سلاح کلانتری ۱۴ تهران، در میدان خراسان
- خلع سلاح پادگان جمشیدیه
- حمله به سازمان رادیو تلویزیون ملی ایران
- انفجار رستوران خوان‌سالار
- انفجار اتوبوس نظامی حامل مستشاران آمریکایی، در لویزان[۸]

## پس از انقلاب
پس از وقوع انقلاب، بروجردی برای مدتی کوتاه مسئول زندان اوین بود. او یکی از ۱۲ نفر عضو هیئت مؤسس سپاه پاسداران انقلاب اسلامی بود و در پایه‌گذاری این نهاد شرکت داشت.
در خلال شورش ۱۳۵۹–۱۳۵۷ کردها در ایران، با فرمان خمینی مبنی بر سرکوب اعتراضات کردستان، بروجردی در مرداد ۱۳۵۸ به عنوان یکی از فرماندهان ارشد سپاه پاسداران، به پاوه رفت. در کردستان سازمانی تحت عنوان پیشمرگان کرد مسلمان، توسط بروجردی تشکیل گردید. پس از راه‌اندازی سازمان پیشمرگان کرد مسلمان و با حمایت‌های سید محمد بهشتی و اکبر هاشمی رفسنجانی، به فرماندهی این تشکیلات منصوب شد.
محمد ابراهیم همت و احمد متوسّلیان از فرماندهان ارشد سپاه پاسداران، به‌طور مستقیم توسط وی آموزش دیدند و به فرماندهان ارشد وقت سپاه پاسداران معرفی شدند.

## مسئولیت‌ها
- بنیان‌گذاری گروه مسلح و اسلام‌گرا به نام گروه توحیدی صف
- مسئول تیم حفاظت از سید روح‌الله خمینی پس از بازگشت به ایران در ۱۲ بهمن ۱۳۵۷
- عضو تیم ۱۲ نفره مؤسس سپاه پاسداران انقلاب اسلامی
- فرمانده و بنیان‌گذار نیروی پیشمرگان کرد مسلمان در مناطق کُردنشین ایران
- فرمانده سپاه پاسداران کردستان

## درگذشت
در ۱ خرداد ۱۳۶۲ به دلیل کمبود وسیله نقلیه، بروجردی به سمت روستای دارلک رفت. در ۲۵ کیلومتری جاده مهاباد به نقده، به سوی او تیراندازی کردند و ماشین حامل وی و همراهانش روی مین رفت و او و همراهانش درگذشتند.

## در رسانه
در سال ۱۴۰۱ فیلم ایرانی غریب به کارگردانی محمدحسین لطیفی ساخته شد که در آن بابک حمیدیان نقش بروجردی را بازی می‌کند.